# Phyllocelis clibadii
Phyllocelis clibadii är en svampart som beskrevs av Syd. 1926. Phyllocelis clibadii ingår i släktet Phyllocelis, divisionen sporsäcksvampar och riket svampar.   Inga underarter finns listade i Catalogue of Life.